# Rožanský potok
Rožanský potok (německy Rosenbach) je levostranný přítok řeky Sprévy, který odvodňuje část území Šluknovské pahorkatiny. Potok protéká Šluknovem, resp. jeho katastrálními územími – Královstvím a Rožany.

## Průběh toku
Potok pramení nedaleko samoty Harta, která se rozkládá mezi Královstvím a Valdekem, je napájen dvěma samostatnými rameny. Tok pokračuje severozápadním směrem skrz intravilán Království, dále podél východního okraje Šluknova, kde postupně zleva přibírá Lesní a Stříbrný potok. Rožanský potok následně směřuje severním směrem do Rožan, kde se do něj levostranně vlévá drobná vodoteč Dřevíč, a následně překonává státní hranici. Po zhruba 2 km na východním okraji města Sohland an der Spree se Rožanský potok zleva vlévá do Sprévy.
Rožanský potok je regionálně vodohospodářsky významnou vodotečí, po celé délce pstruhovým pásmem.

## Historie využití
V katastrálním území Rožany se na Rožanském potoce nacházela nejméně šestice vodních strojů, jedním z nich je zrekonstruovaný Starý mlýn. Od 18. století je v dané lokalitě znám mlýnský náhon se stále dochovaným rámem stavidla a jezem. Vodní dílo bylo určeno ke vzdouvání a zadržování vody a zajišťovalo chod vodního mlýna na parcele s č. p. 70. Vodní mlýn měl doložené majitele ještě po roce 1945, v 60. letech 20. století byl však zbourán. V celé délce vodního díla jsou zachovány datace z 18. a 19. století. Unikátní konstrukce byla v roce 2016 prohlášena kulturní památkou České republiky.
K dalším výrazným vodním dílům na této vodoteči patří průtočný Šluknovský rybník nacházející se na východním okraji města Šluknova.